# کیتا تاناکا
کیتا تاناکا (ژاپنی: 田中 恵太؛ زادهٔ ۲۶ دسامبر ۱۹۸۹) یک بازیکن فوتبال اهل ژاپن است.
از باشگاه‌هایی که در آن بازی کرده‌است می‌توان به باشگاه فوتبال ناگانو پارسیرو، باشگاه فوتبال ریوکیو و باشگاه فوتبال میتو هولیهوک اشاره کرد.